# Huayna Capac
Huayna Capac (du quechua Wayna Qhapaq qui signifie le jeune roi, ou chef), nommé Titu Cusi Huallpa de sa naissance à sa prise de pouvoir, né vers 1467 et mort entre 1525 et 1528, est le troisième empereur historique de l'Empire inca de la fin du XVe siècle à sa mort. Il est le Sapa Inca XI (onzième souverain), fils et successeur de Tupac Yupanqui et le père des derniers souverains incas : Huascar, Atahualpa, Tupac Huallpa et Manco Capac II.
Son règne se situe juste avant la conquête espagnole, et voit d’importantes révoltes dans l'extrême nord et l'extrême sud de l'Empire.

## Biographie

### Jeunesse et accession au pouvoir
Huayna Capac est né à Tomebamba, sous le nom de Titu Cusi Hualpa, durant une expédition militaire de son père. Il arrive au pouvoir dans un contexte politique tendu, marqué par plusieurs intrigues. Son père, Túpac Yupanqui, nomme initialement son fils Capac Huari successeur au trône, mais il change d'avis peu avant sa mort, pour élire son fils, Titu Cusi, comme héritier légitime. Les partisans de Capac Huari, apprenant de la mort de Tupac Yupanqui, contestent la décision de l'Inca défunt, acceptée par l'aristocratie cuzquénienne, et une rivalité meurtrière s'engage. L'oncle de Huayna Capac, Huaman Achachi, ensemble avec son panaca, son lignage, soutient alors son neveu, et Capac Huari est tué lors d'un affrontement. D'autres sources coloniales affirment que Capac Huari est fait prisonnier et envoyé en exile au palais de Chinchero. Lors de son couronnement, Titu Cusi prend le nom de Huayna Capac,.

### Règne
Le début de son règne est marqué par plusieurs régences. En effet l'Inca suprême, Huayna Capac, est, selon toutes les chroniques coloniales espagnoles, lesquelles se basent sur la tradition orale andine, très jeune au moment de sa prise de pouvoir. Les enfants étant considérés comme incapable de régner, c'est alors que le co-souverain, Gualpaya, assume la régence de l'Empire. Cependant il est vite remplacé par Huaman Achachi, l'oncle du souverain, lequel a été une figure centrale dans l'élimination de Capac Huari.
Il épouse sa sœur, Cusi Rimay, du lignage de Capac Ayllu. Après la mort de cette dernière, dont les causes sont incertaines, Huayna Capac épouse une autre de ses sœurs, Rahua Ocllo.
Le règne de Huayna Cápac couvre le premier quart du XVIe siècle. Selon l'anthropologue et historien américain John Howland Rowe, la période de son règne dure de 1493 à 1525. José Antonio del Busto Duthurburu estime quant à lui que Huayna Capac gouverne de 1485 à 1528. Les experts du Pérou incaïque sont en désaccord concernant sa date de décès. Les dates varient entre 1525 et 1530. L'identification de la date de décès de l'empereur est importante pour connaître la connaissance potentielle de ce dernier sur les espagnols d'Europe, arrivés au Pérou entre 1526 et 1527.
Huayna Cápac consacre son règne à éteindre de nombreuses révoltes dans l'Empire inca (appelé le Tawantin Suyu en quechua), notamment en actuel Équateur, où n'existe pas le système socio-économique des Andes centrales et méridionales, l'institution de la réciprocité. Le récit du règne de Huayna Capac est le premier à appartenir en sa quasi-totalité à l'histoire réelle, les autres règnes étant des «mytho-histoires», où le légendaire se mêle à de l'historique. Le souverain n'a pas, au sein de la tradition orale, la dimension mythique de ses prédécesseurs.
Après être resté longtemps dans la capitale, le souverain rend visite aux peuples de l'altiplano, en observant de près le fonctionnement de l'organisation incaïque. Il conclut également une alliance avec les peuples de Tucumán. Suivant son séjour dans le sud, Huayna Capac lève ses armées et se dirige vers le nord pour mettre fin à plusieurs révoltes. De Cajamarca, il envoie une armée vers les Chachapoyas, qui s'étaient révoltés. Les chroniques coloniaux présente deux versions différentes des faits qui suivent. Selon Bernabé Cobo, missionnaire jésuite, après avoir soumis les Chachapoyas, l'Inca suprême retourne au Sud de son empire pour recomposer son armée, tandis que Pedro Cieza de León indique que, suivant la soumission des Chachapoyas, Huayna Capac continue directement sa marche contre les Bracamoros, dans la forêt amazonienne. Cependant, la région étant inaccessible, il se dirige vers le pays des Cañaris, où se trouve sa ville natale, à l’époque encore Surampalli, qu'il renomme en référence à son lignage, Tumipampa Panaca, en Tomebamba. Établissant Tomebamba comme base des opérations, Huayna Capac entreprend entre six et huit campagnes dans le nord au cours de vingt ans de conflit. Les batailles les plus célèbres du l'histoire impériale tardive ont lieu contre les Caranquis ou Kara et les Otavalos. Un seigneur cañari nommé Pinta se révolte alors contre Huyana Capac, mais il est capturé et tué. La conquête les conduit jusqu'au sud de ce qui est aujourd'hui la Colombie. C'est sous son règne que l'empire inca connaîtra son extension maximum. Voulant mettre à l'épreuve son fils, Huayna Capac envoie Atahualpa contre les Pastos, mais ce dernier subit une défaite humiliante,. Sous son règne se révolte également l'ancienne capitale de l'empire Chimú, Chan Chan, qui est alors incendiée.
La capitale, Cuzco, étant désormais très loin des nouvelles frontières nord de l'empire dans le sud, Huayna Capac veut établir une base nordique et une nouvelle capitale régionale dans la ville de Quito ; notamment pour surveiller les frontières nord et nord-est, les moins sûres de l'empire. Il y installe sa deuxième cour et certains centres de décisions. Cette idée géopolitiquement juste (car l'empire inca, malgré son système administratif des plus performants, a grandi trop vite), crée de fait une situation de territoire bicéphale.

#### Invasions Guaraní
Dans le nord, Huayna Capac reçoit les nouvelles d'une invasion du territoire charcas, à Cuzcotuiro, sur la frontière sud-ouest, par les chirihuana, un peuple Guaraní, accompagnés de l'explorateur portugais Aleixo Garcia. Le souverain envoie son général Yasca pour repousser l'invasion. Les Incas parviennent avec beaucoup de difficulté à repousser les armées Guaraní,,.

#### Succession
Vers 1525 ou 1527, une épidémie éclate dans le nord de l'Empire. Huayna Capac, touché par la maladie, nomme son fils Ninan Cuyochi héritier au trône, avant de changer son choix en faveur de Huascar. Cependant les augures s'avèrent négatives, et le prêtre chargé de les accomplir retourne voir l'empereur afin qu'il fasse son nouveau choix. Mais le souverain meurt terrassé par la maladie mystérieuse (certainement la variole, ou peut-être la rougeole, contre lesquelles les Indiens n'étaient pas immunisés) apportée par les conquistadores espagnols au Mexique et qui les précéda dans les Andes. Son corps est momifié et ramené à Cuzco.
L'existence de deux capitales impériales ne sera pas pour rien dans la quasi partition de l'empire qui se produira lors de sa difficile succession, laquelle dégénèrera en guerre civile entre les frères ennemis (deux de ses fils nés de mères différentes) : Huascar, le champion des dignitaires du Cuzco, et Atahualpa le prétendant venu du nord. Et c'est la désorganisation liée à cette guerre civile, augmentée par la fragilité de cet immense empire aux nombreuses populations trop récemment soumises, qui facilitera sa conquête par les espagnols, et préludera à son effondrement plus rapide encore que son expansion formidable. L'apogée du Tawantin Suyu sous Huayna Capac, sera donc seulement juste à la veille de sa chute.
La date de décès de l'empereur étant incertaine - elle se situe entre 1525 et 1530 - la responsabilité de Huayna Capac dans le conflit de succession et dans l'échec face à l'invasion espagnole est incertaine, certaines traditions indiquant que le souverain est conscient des expéditions européennes en Amérique centrale ainsi qu'en Bolivie.